# 呂廕
呂廕（1506年—？），字承之，號東沙，山東濟南府武定州陽信縣人，民籍，明朝政治人物。

## 生平
嘉靖十九年（1540年）庚子科山東鄉試第五十九名舉人。嘉靖二十六年（1547年）中式丁未科會試第二十七名，登第三甲第二百零八名進士。吏部觀政，历官工部主事、员外、兵部武选司郎中，三十六年二月升陕西按察司佥事。调山西，再调四川。

## 家族
曾祖呂思英；祖父呂邕；父呂鉞，錦衣衛右所副千戶。母劉氏。具庆下。弟吕麾，监生；吕赓；吕庸。